# Thunnus orientalis
Thunnus orientalis és una espècie de peix de la família dels escòmbrids i de l'ordre dels perciformes.

## Morfologia
Els mascles poden assolir els 300 cm de longitud total i els 450 kg de pes.

## Distribució geogràfica
Es troba al Pacífic nord (des del Golf d'Alaska fins al sud de Califòrnia i la Península de Baixa Califòrnia, i des de Sakhalín fins al nord de les Filipines). També se n'han trobat exemplars a Austràlia Occidental i al Golf de Papua.